# Lepidotrogus signaticollis
Lepidotrogus signaticollis är en skalbaggsart som beskrevs av Moser 1913. Lepidotrogus signaticollis ingår i släktet Lepidotrogus och familjen Melolonthidae. Inga underarter finns listade i Catalogue of Life.